# Королі боулінгу
«Королі боулінгу» (англ. Kingpin) — американська комедія 1996 року, знята братами Фарреллі.

## Сюжет
Рой Мансон, колишній чемпіон з боулінгу, в молодості втратив руку через спробу видати себе за любителя. Після цього протягом багатьох років він потрохи спивається. Одного разу Рой зустрічає хлопця на ім'я Ізмаїл, який непогано грає в боулінг. Він пропонує йому поїхати на чемпіонат світу. Ізмаїл погоджується на пропозицію, адже якщо він не роздобуде пів мільйона доларів, у його сім'ї віднімуть землю. На змаганнях вони зустрічаються зі старим знайомим Мансона, через якого той втратив руку. Ерні Мак-Крекен — досвідчений і нахабний гравець, якого не так-то просто перемогти.

## У ролях
| Актор              | Роль             |
| ------------------ | ---------------- |
| Вуді Гаррельсон    | Рой Мансон       |
| Ренді Квейд        | Ізмаїл           |
| Ванесса Енджел     | Клаудіа          |
| Білл Мюррей        | Ерні Мак-Крекен  |
| Кріс Елліот        | Гравець          |
| Вільям Джордан     | містер Бург      |
| Річард Тайсон      | власник          |
| Лін Шей            | господиня        |
| Зен Геснер         | Томас            |
| Пруденс Райт Холмс | місис Бург       |
| Роб Моран          | Стенлі Османскі  |
| Деніел Грін        | Калверт Мансон   |
| Вілл Ротхаар       | молодий Рой      |
| Віллі Гарсон       | викрадач гаманця |